# I-6 (Bulgarije)
De I-6 is een nationale weg van de eerste klasse in Bulgarije. De weg loopt van Noord-Macedonië via Sofia en Sliven naar Boergas. De I-6 is 494 kilometer lang.